# Бернард Дікон
Артур Бернард Дикон (англ. Arthur Bernard Deacon; (21 січня 1903), Миколаїв — 12 березня 1927, острів Малекула, нині Вануату) — британський антрополог.
Народився у сім'ї англійця, котрий працював у Миколаєві (Російська імперія, нині Україна) на верфі. У 1916 році був відісланий для продовження освіти у Англію. Закінчив школу у Ноттінгемі і Триніті-коледжі Кембриджского університету; першочергово вивчав природознавчі науки, але відтак під впливом А. К. Хэддона переключився на антропологію. Отримавши грант на польові антропологічні дослідження у Океанії, відправився у Австралію, читав лекції у Сіднейскому університеті. З 1926 року вів роботу на островах Амбрим і Малекула, де і помер від «чорноводної гарячки». Його наставник Хэддон у некролозі для журналу Nature відзначав, що попередні напрацювання Дикона виходили далеко за межі того, що можна було очікувати від новака у польових дослідженнях. Дикон похований на Малекуле у поселенні Вінтуа.
Кілька робіт Дикона (але лише одна була видана під час життя) були опубліковані у журналі Королівського антропологічного інституту[en], однак переважно розшифруванням і обробкою його записів займалася після його смерті Каміла Уеджвуд, яка підготувала до видання книгу Дикона «Малекула: зникаючий народ Нових Гебрид» ( англ. Malekula: a vanishing people in the New Hebrides). Поява цієї книги викликала судовий процес, оскільки у ходу роботи Уеджвуд помилково приписала Дикону деякі попередні записи його попередника на Малекуле Джона Леярда[en].
Малюнки Дикона, зроблені на Малекуле які зафіксували місцеві обряди і звичаї у тому числі місцеву традицію малювання на піску, у 2013 рокові внесені за пропозицією Великої Британії і Вануату у список об'єктів спадщини проєкту «Пам'ять миру».
Перед від'їздом з Аглії Дикон зізнався у коханні однокурсниці по Кембриджу Маргарет Гардинер (1904—2005), дочки Алана Гардинера. Вони вели листування і збиралися одружитися після повернення Дикона, однак так більше і не побачилися. У 1984 році Гардинер опублікувала книгу згадок про Дикона ( англ. Footprints on Malekula: Memoir of Bernard Deacon), яка включала в себе перелік листів Дикона до неї, в яких описувалися тяжкі умови його роботи (у цю пору острів був переповнений різними епідеміями).